# Bonna de Berry
Bonna de Berry (1365 - Carlat, França 1435) fou una infanta de Berry, comtessa consort de Savoia i comtessa consort d'Armanyac.

## Antecedents familiars
Va néixer el 1365 sent filla del duc Joan I de Berry i Joana d'Armanyac. Era neta per línia paterna del rei Joan II de França i Bonna de Luxemburg, i per línia materna de Joan I d'Armanyac i Reine de Goth.
Morí a Carlat el 30 de desembre de 1435, sent enterrada posteriorment a Rodés.

## Núpcies i descendents
Es casà el 18 de juny de 1377 amb el comte Amadeu VII de Savoia. D'aquesta unió nasqueren:
- Amadeu VIII de Savoia (1383-1451), comte i duc de Savoia i posteriorment nomenat antipapa amb el nom de Fèlix V
- Bona de Savoia (1388-1432), casada el 1403 amb Lluís del Piemont
- Joana de Savoia (1392-1460), casada el 1411 amb Joan Jaume de Montferrat

A la mort del seu marit entrà en conflicte amb la seva sogra Bonna de Borbó per la regència del seu fill Amadeu VII, que a la mort del seu pare va ser nomenat comte de Savoia. Davant el poder de Bonna de Borbó decidí exiliar-se.
En segones núpcies es casà el 1393 a Mehun-sur-Yèvre amb el seu cosí i futur comte Bernat d'Armanyac. D'aquesta unió nasqueren:
- Joan IV d'Armanyac (1396-1450), comte d'Armanyac
- Maria d'Armanyac (1397-morta jove)
- Bonna d'Armanyac (1399-1415), casada el 1410 amb el duc Carles I d'Orleans
- Bernat d'Armanyac (1400-1462), comte de Pardiac i de la Marca
- Anna d'Armanyac (1402-?), casada el 1417 amb Carles II d'Albret
- Joana d'Armanyac (1403-morta jove)
- Beatriu d'Armanyac (1406-morta jove)